# فدراسیون بسکتبال سان مارینو
فدراسیون بسکتبال سان مارینو (ایتالیایی: Federazione Sammarinese Pallacanestro)  نهاد اداره کننده ورزش بسکتبال در کشور سان مارینو است. این فدراسیون که در سال ۱۹۶۸ تاسیس شده مقر آن در شهر سرواله قرار دارد.